# Autoportret (obraz Mariana Jaroczyńskiego)
Autoportret – obraz olejny (autoportret) namalowany przez polskiego malarza i grafika Mariana Jaroczyńskiego w 1889. Dzieło znajduje się w zbiorach Poznańskiego Towarzystwa Przyjaciół Nauk w Poznaniu.

## Opis obrazu
Artysta przedstawił siebie z prawego profilu stojącego we własnej pracowni, na co wskazują pędzle w dzbanie i farby na stoliku. Ma kapelusz z szerokim rondem i czarny ubiór. Jaroczyński kieruje swój wzrok (w domyśle) na malowany właśnie obraz na co wskazuje uniesiona prawa dłoń z pędzlem. W lewej dłoni trzyma pozostałe pędzle i paletę.